# Frans Krätzig
Frans Krätzig (Núremberg, 14 de enero de 2003) es un futbolista alemán que juega como defensa en el Red Bull Salzburgo de la Bundesliga.

## Trayectoria
Nació en Núremberg, en la región alemana de Franconia. Comenzó a jugar en el Post SV Nürnberg antes de fichar por el 1. F. C. Núremberg en 2012, seguida de la cantera del Bayern de Múnich en 2017. Debido a la lejanía de su casa, asistió a un internado y fue uno de los primeros talentos del FC Bayern Campus que se inauguró en verano de 2017.
Mientras jugaba en el equipo sub-19, firmó un contrato profesional con el Bayern de Múnich en febrero de 2021. En septiembre de 2021 sufrió una lesión persistente en el hueso púbico que le dejó fuera de juego hasta abril de 2022. Anteriormente centrocampista ofensivo, fue reconvertido a lateral izquierdo en el Bayern de Múnich II, a las órdenes de Holger Seitz.
En marzo de 2023 firmó una ampliación de contrato de dos años con el Bayern de Múnich. Fue seleccionado para unirse a la plantilla del primer equipo en una gira de pretemporada por Singapur en el verano de 2023, y jugó contra el Manchester City F. C. en julio de 2023. Marcó un gol de larga distancia en el último minuto que permitió al Bayern de Múnich imponerse por 4-3 al Liverpool F. C. el 2 de agosto de 2023 en la Cumbre Audi de Fútbol y ganar el Trofeo de Singapur. Fue convocado en el banquillo para el partido de la Supercopa de Alemania 2023 contra el R. B. Leipzig que acabó con derrota por 3-0, el 12 de agosto de 2023.
El 23 de septiembre de 2023 debutó en la Bundesliga, saliendo desde el banquillo en el minuto 65 en sustitución de Alphonso Davies, en la victoria por 7-0 en casa contra el VfL Bochum. Tres días más tarde, hizo su segunda aparición oficial con el Bayern de Múnich, saliendo desde el banquillo en el minuto 11, y contribuyó a la victoria a domicilio por 4-0, marcando el segundo gol y su primer gol oficial profesional con el equipo senior en un partido de la primera ronda de la Copa de Alemania contra el S. C. Preußen Münster. El 6 de octubre de 2023 amplió su contrato con el club hasta 2027. El 29 de noviembre debutó en la Liga de Campeones de la UEFA, saliendo desde el banquillo en el minuto 86, en un empate sin goles contra el F. C. Copenhague.
El 6 de febrero de 2024 fichó por el F. K. Austria Viena de la Bundesliga austríaca en calidad de cedido por seis meses, hasta final de temporada. La siguiente también fue prestado, en esta ocasión al VfB Stuttgart y el 1. F. C. Heidenheim 1846. Después de esta última cesión, abandonó definitivamente el Bayern de Múnich al ser traspasado al Red Bull Salzburgo.

## Selección nacional
En septiembre de 2023 jugó sus primeros partidos internacionales con la selección sub-20 de Alemania durante la Liga Élite sub-20 20 de 2023-24 contra Italia y Polonia, en los que ambos encuentros acabaron en empate a uno.

## Estadísticas

### Clubes
Actualizado al último partido disputado el 10 de mayo de 2025.
| Club                                | Div.          | Temporada     | Liga  | Liga  | Liga   | Copas nacionales | Copas nacionales | Copas nacionales | Copas internacionales | Copas internacionales | Copas internacionales | Total | Total | Total  |
| Club                                | Div.          | Temporada     | Part. | Goles | Asist. | Part.            | Goles            | Asist.           | Part.                 | Goles                 | Asist.                | Part. | Goles | Asist. |
| ----------------------------------- | ------------- | ------------- | ----- | ----- | ------ | ---------------- | ---------------- | ---------------- | --------------------- | --------------------- | --------------------- | ----- | ----- | ------ |
| Bayern de Múnich II · Alemania      | 4.ª           | 2022-23       | 32    | 2     | 3      | ―                | ―                | ―                | ―                     | ―                     | ―                     | 32    | 2     | 3      |
| Bayern de Múnich II · Alemania      | 4.ª           | 2023-24       | 3     | 1     | 1      | ―                | ―                | ―                | ―                     | ―                     | ―                     | 3     | 1     | 1      |
| Bayern de Múnich II · Alemania      | Total club    | Total club    | 35    | 3     | 4      | 0                | 0                | 0                | 0                     | 0                     | 0                     | 35    | 3     | 4      |
| Bayern de Múnich · Alemania         | 1.ª           | 2023-24       | 4     | 0     | 0      | 2                | 1                | 1                | 1                     | 0                     | 0                     | 7     | 1     | 1      |
| Bayern de Múnich · Alemania         | Total club    | Total club    | 4     | 0     | 0      | 2                | 1                | 1                | 1                     | 0                     | 0                     | 7     | 1     | 1      |
| F. K. Austria Viena · Austria       | 1.ª           | 2023-24       | 17    | 1     | 3      | —                | —                | —                | —                     | —                     | —                     | 17    | 1     | 3      |
| F. K. Austria Viena · Austria       | Total club    | Total club    | 17    | 1     | 3      | 0                | 0                | 0                | 0                     | 0                     | 0                     | 17    | 1     | 3      |
| VfB Stuttgart · Alemania            | 1.ª           | 2024-25       | 1     | 0     | 0      | 3                | 0                | 1                | 0                     | 0                     | 0                     | 4     | 0     | 1      |
| VfB Stuttgart · Alemania            | Total club    | Total club    | 1     | 0     | 0      | 3                | 0                | 1                | 0                     | 0                     | 0                     | 4     | 0     | 1      |
| VfB Stuttgart II · Alemania         | 3.ª           | 2024-25       | 2     | 0     | 0      | —                | —                | —                | —                     | —                     | —                     | 0     | 0     | 0      |
| VfB Stuttgart II · Alemania         | Total club    | Total club    | 2     | 0     | 0      | 0                | 0                | 0                | 0                     | 0                     | 0                     | 2     | 0     | 0      |
| 1. F. C. Heidenheim 1846 · Alemania | 1.ª           | 2024-25       | 17    | 1     | 2      | —                | —                | —                | 0                     | 0                     | 0                     | 17    | 1     | 2      |
| 1. F. C. Heidenheim 1846 · Alemania | Total club    | Total club    | 17    | 1     | 2      | 0                | 0                | 0                | 0                     | 0                     | 0                     | 17    | 1     | 2      |
| Total carrera                       | Total carrera | Total carrera | 76    | 5     | 9      | 5                | 1                | 2                | 1                     | 0                     | 0                     | 82    | 6     | 11     |